# Římskokatolická farnost Dolní Újezd u Lipníka nad Bečvou
Římskokatolická farnost Dolní Újezd u Lipníka nad Bečvou je územní společenství římských katolíků s farním kostelem sv. Havla v děkanátu Hranice.

## Historie farnosti
První písemná zmínka o obci pochází z roku 1322. S rozvojem obce v 18. století souviselo také postavení nejstaršího kostelíka sv. Havla v letech 1775/6 a od roku 1786 zde bylo zřízeno místo lokálního kaplana. V letech 1846–1849 byl postaven nový kostel sv. Havla a v roce 1859 byla místní kurácie povýšena na faru.

## Duchovní správci
Posledním farářem byl v letech 1954 až 1994 R. D. Alois Zatloukal. Farnost v současnosti nemá vlastního faráře a je spravována excurrendo některým knězem z okolí:
- R. D. Jan Szczurko (1994-2004, farář v Oseku nad Bečvou)
- R. D. Mgr. Kamil Obr (2004–2005, farář v Oseku nad Bečvou)
- R. D. Mgr. Paweł Biliński (2005–2020, farář v Oseku nad Bečvou)
- R. D. Mgr. Petr Utíkal (2020–2025, farář v Jezernici)
- R. D. ICLic. Mgr. Vít Hlavica (2025–součanost, farář v Lipníku nad Bečvou)

## Bohoslužby
| Kostel/kaple                     | Místo       | Bohoslužba (den)            | Hodina                      | Poznámka                                   |
| -------------------------------- | ----------- | --------------------------- | --------------------------- | ------------------------------------------ |
| sv. Havla                        | Dolní Újezd | neděle                      | 8:00                        | vždy půl hodiny přede mší modlitba růžence |
| kaple sv. Antonína Paduánského   | Trnávka     | bez pravidelných bohoslužeb | bez pravidelných bohoslužeb |                                            |
| kaple sv. Františka Serafínského | Tupec       | bez pravidelných bohoslužeb | bez pravidelných bohoslužeb |                                            |
| kaple sv. Jana Nepomuckého       | Skoky       | bez pravidelných bohoslužeb | bez pravidelných bohoslužeb |                                            |

## Aktivity ve farnosti
Pro farnosti Jezernice, Loučka, Podhoří a Dolní Újezd vychází každý měsíc farní časopis.